# Liste der Monuments historiques in Escaudes
Die Liste der Monuments historiques in Escaudes führt die Monuments historiques in der französischen Gemeinde Escaudes auf.

## Liste der Bauwerke
| Bezeichnung       | Beschreibung                  | Standort | Kennzeichnung | Schutzstatus | Datum | Bild           |
| ----------------- | ----------------------------- | -------- | ------------- | ------------ | ----- | -------------- |
| Schloss Boscage   | Erbaut 1678                   | (Lage)   | PA33000032    | Inscrit      | 2000  |                |
| Kirche Notre-Dame | Erbaut im 16./17. Jahrhundert | (Lage)   | PA00083541    | Inscrit      | 1925  | weitere Bilder |

## Liste der Objekte
- Monuments historiques (Objekte) in Escaudes in der Base Palissy des französischen Kultusministeriums